# Iorsa Water
Iorsa Water ist der größte Fluss auf der schottischen Insel Arran. Es fließt aus dem Loch na Davie in etwa 360 m Höhe in Richtung Südwesten ab. Sein etwa 13,5 km langer Lauf folgt dem Tal Glen Iorsa und es mündet bei Dougarie in den Kilbrannan-Sund. Iorsa Water fließt durch teils feuchte, moorige Landschaften vorbei an kleinen Seen und Tümpeln und durchfließt etwa 3,5 km vor der Mündung Loch Iorsa, den größten See in Glen Iorsa.
Iorsa Water und insbesondere Loch Iorsa eignen sich zum Forellenangeln. Entlang Iorsa Water führen verschiedene Wanderrouten mit unterschiedlichen Schwierigkeitsgraden.